# Phanerota fasciata
Phanerota fasciata är en skalbaggsart som först beskrevs av Thomas Say 1834.  Phanerota fasciata ingår i släktet Phanerota och familjen kortvingar. Inga underarter finns listade i Catalogue of Life.